# Duc de Cleveland

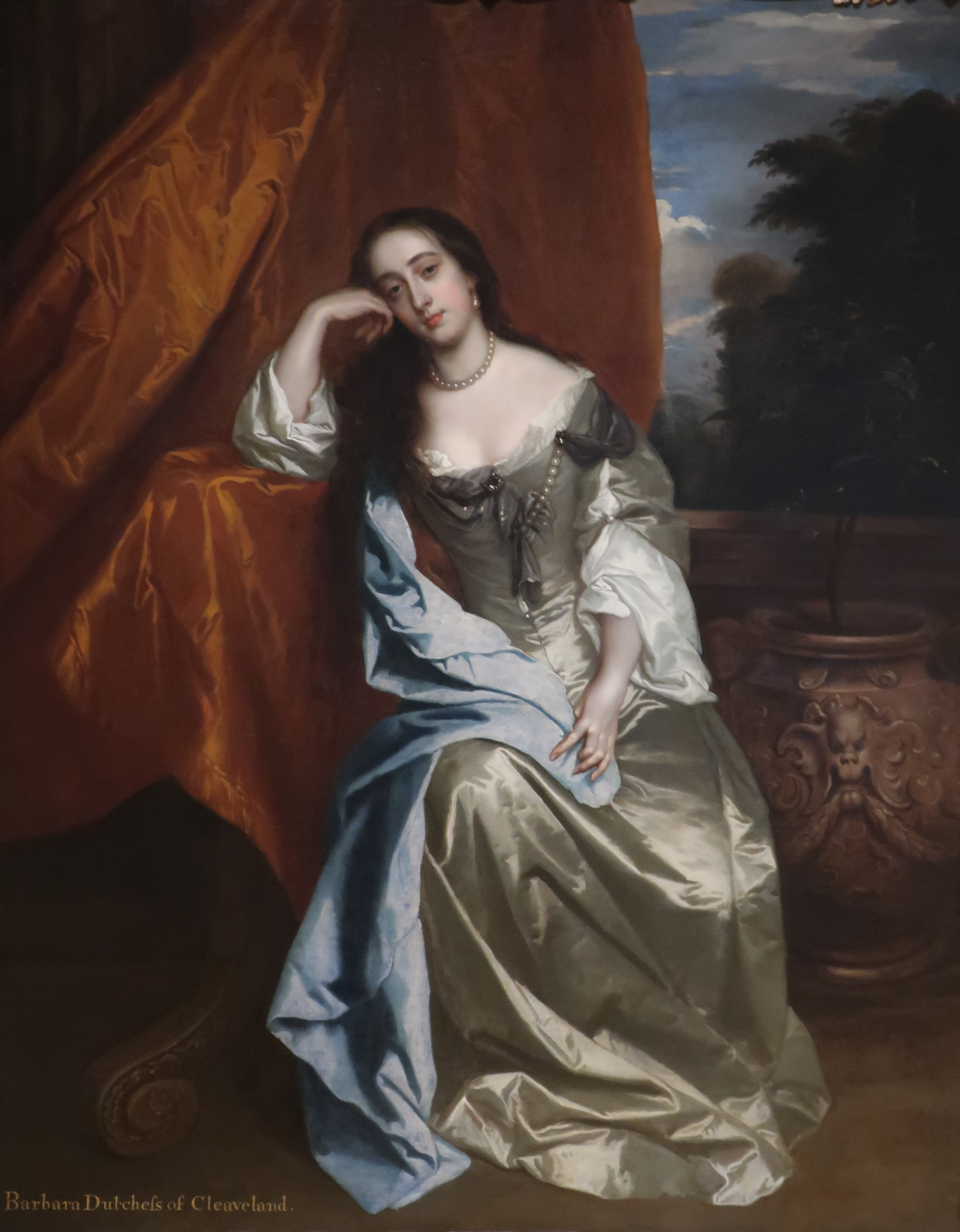
Barbara Palmer,
1re duchesse de Cleveland

Le titre de duc de Cleveland (Duke of Cleveland en anglais) a été créé deux fois, la première dans la pairie d'Angleterre, la seconde dans celle du Royaume-Uni. Le titre se réfère à la ville de Cleveland dans le nord de l'Angleterre.
La première création a lieu en 1670. Ses titres subsidiaire sont baron de Nonsuch et comte de Southampton. Il est octroyé à Barbara Palmer, une maîtresse du roi Charles II. À sa création, il est stipulé qu'il pourra être hérité par Charles FitzRoy, leur fils illégitime. À cause de son illégitimité, il n'aurait normalement pas pu être héritier. Il est fait duc de Southampton, comte de Chichester et baron de Newbury en 1675, et à la mort de sa mère, en 1709, il hérite du titre de duc de Cleveland.
Son fils William hérite des deux titres de duc, mais n'a pas de descendance. Ses deux oncles, Henry FitzRoy (mort en 1690) et George FitzRoy (mort en 1716) ne pouvant hériter, le titre s'éteint.
Le titre est créé une seconde fois en 1833 pour William Vane, 3e comte de Darlington. Il est accompagné du titre subsidiaire de baron Raby. Vane est le petit-fils de Charles FitzRoy, le second porteur du titre, et était déjà porteur du titre de marquis de Cleveland depuis 1827. Le titre s'éteint à nouveau en 1891, après la mort sans descendance de ses trois fils.

## Duc de Cleveland, première création (1670)
- 1670-1709 : Barbara Palmer (1641-1709), maîtresse du roi Charles II ;
- 1709-1730 : Charles FitzRoy (1662-1730), fils de Charles II et de Barbara Palmer ;
- 1730-1774 : William FitzRoy (1698-1774), fils du précédent. À sa mort, les titres sont éteints.

## Duc de Cleveland, deuxième création (1833)
- 1833-1842 : William Vane (1766-1842), 3e comte de Darlington (depuis 1792), puis marquis de Cleveland (1827) ;
- 1842-1864 : Henry Vane (1788-1864), fils du précédent ;
- 1864-1864 : William Vane (1792-1864), frère du précédent ;
- 1864-1891 : Harry Powlett (1803-1891), frère des précédent. Le titre est éteint à sa mort.

## Sources
- « Dukes of Cleveland », Leigh Rayment's Peerage Page.